# Mielonek (jezioro)
Mielonek (dawniej Mielno) – jezioro w Polsce, położone w pobliżu miejscowości Mielno w województwie pomorskim, w powiecie bytowskim, w gminie Lipnica, na terenie Równiny Charzykowskiej. Przez jezioro przepływa rzeka Damplica.
Według urzędowego spisu opracowanego przez Komisję Nazw Miejscowości i Obiektów Fizjograficznych (KNMiOF) nazwa tego jeziora to Mielonek. Pochodzi ona od kaszubskiego miél (wir wodny) lub mielëna (mielizna).
Powierzchnia jeziora wynosi 11,1 ha (według innych źródeł 13,3 ha). Długość akwenu to 540 m, a szerokość – 370 m. Głębokość wynosi do 3 m.